# Винтовка Сянъин
Винтовка Сянъин (кит. 向应式步枪, пиньинь: xiàng yìng shì bùqiāng) — китайская самозарядная винтовка, разработанная ближе к концу Второй мировой войны и произвовшаяся районным арсеналом Цзинь-Суй.

## История
Винтовка Сянъин была разработана Вэн Чандином (кит. 温承鼎) в 1944 году. Вэн был членом Восьмой армии. Первоначально винтовка не имела названия, но позже была названа в честь политического офицера 120-й дивизии Гуань Сянъина, который умер от болезни в 1946 году. Было изготовлено от 4 до 7 винтовок. Одна уцелевшая винтовка в настоящее время выставлена в Военном музее Китайской народной революции.

## Конструкция
Винтовка Сянъин была изготовлена из деталей трофейных винтовок Тип 38, например, ствол, крепление ремня и крепление штыка. Однако ствольная коробка, затвор и ложа являются деталями оригинального изготовления. В отличие от обычной винтовки Тип 38, у винтовки Сянъин отсутствовал характерный пылезащитный чехол, однако у неё всё ещё было штыковое крепление, а также тот же патрон (6,5 × 50 мм). Винтовка Сянъин модифицирована внешним газовым поршнем на правой стороне винтовки. Газовый поршень с вложенной снаружи возвратной пружиной соединён с основанием рукоятки затвора. Также имелся компенсатор отдачи. Клиновой затвор, приводимый в действие газоотводом с длинным ходом, мало чем отличается от более ранних конструкций, таких как винтовка генерала Лю или винтовок Манлихера 1886-88 годов.